# Кузнецов, Михаил Владимирович
Михаил Владимирович Кузнецов (род. 6 июля 1988 года в Челябинске) — российский фигурист, выступающий в парном фигурном катании.
С Екатериной Шереметьевой, он — серебряный медалист финала юниорского Гран-при 2007—2008 годов и чемпионата России среди юниоров 2009 года. С сезона 2009—2010 выступал с Татьяной Новик.

## Карьера
Екатерина Шереметьева и Михаил Кузнецов объединились в пару в 2003 году. Выступать на международном уровне они начали в сезоне 2005—2006, участвовали в юниорской серии Гран-при и стали седьмыми на чемпионате России среди юниоров 2006 года.
Большую часть сезона 2006—2007 пара пропустила из-за травмы Екатерины — она сломала ногу. Всё же они приняли участие во «взрослом» чемпионате России, где стали восьмыми.
В сезоне 2007—2008 они снова участвовали в юниорской серии Гран-при и отобрались в финал, где были третьими, но в связи с дисквалификацией пары Вера Базарова/Юрий Ларионов, победившей в этом турнире, объявлены серебряными медалистами. На чемпионате мира среди юниоров 2008 года были четвёртыми.
В сезоне 2008—2009 завоевали серебряную медаль на этапе юниорского Гран-при в Мексике, но вынуждены были пропустить этап в Великобритании, а также этап взрослой серии Гран-при в Японии из-за травмы Екатерины. К чемпионату России среди юниоров 2009 года партнёрша восстановилась и пара заняла второе место. На чемпионате мира среди юниоров 2009 года смогли занять лишь пятое место. Весной 2009 года пара распалась.
С сезона 2009—2010 у Михаила новая партнёрша — Татьяна Новик. Они участвовали в юниорском финале Гран-при (4 место), стали 5-ми на чемпионате России 2010 года, завоевали серебряные медали юниорского национального первенства, и на чемпионате мира среди юниоров остановились в шаге пьедестала — 4-е место. Пара Новик — Кузнецов одна из немногих спортивных пар в мире, которая владеет прыжком тройной риттбергер и исполняет его на соревнованиях.
В соревновательном сезоне 2010/2011 Кузнецов и Новик выступили на турнире серии Гран-при — Cup of Russia 2010. В рамках данных состязаний они заняли последнее восьмое место, установив рекорд пары по сумме баллов (136,85). В следующем году образовал спортивный дуэт с Анной Силаевой, с которой расположился на шестой позиции в финале Кубка России (2012).

## Спортивные достижения
(с Т.Новик)
| Соревнования                        | 2009—2010 | 2010—2011 |
| ----------------------------------- | --------- | --------- |
| Чемпионаты мира среди юниоров       | 4         |           |
| Чемпионаты России                   | 5         |           |
| Чемпионаты России среди юниоров     | 2         |           |
| Этапы Гран-при: Cup of Russia       |           | 8         |
| Coupe Internationale de Nice        |           | 3         |
| Ice Challenge                       | 7         |           |
| Финалы юниорского Гран-при          | 4         |           |
| Этапы юниорского Гран-при, Германия | 5         |           |
| Этапы юниорского Гран-при, Польша   | 2         |           |

(с Е.Шереметьевой)
| Соревнования                              | 2005—2006 | 2006—2007 | 2007—2008 | 2008—2009 |
| ----------------------------------------- | --------- | --------- | --------- | --------- |
| Чемпионаты мира среди юниоров             |           |           | 4         | 5         |
| Чемпионаты России                         |           | 8         |           |           |
| Чемпионаты России среди юниоров           | 7         |           | 4         | 2         |
| Nebelhorn Trophy                          |           |           |           | 5         |
| Финалы юниорского Гран-при                |           |           | 2         |           |
| Этапы юниорского Гран-при, Мексика        |           |           |           | 2         |
| Этапы юниорского Гран-при, Великобритания |           |           | 4         |           |
| Этапы юниорского Гран-при, Эстония        |           |           | 1         |           |
| Этапы юниорского Гран-при, Хорватия       | 4         |           |           |           |
| Этапы юниорского Гран-при, Канада         | 2         |           |           |           |